# مطرقة هوائية

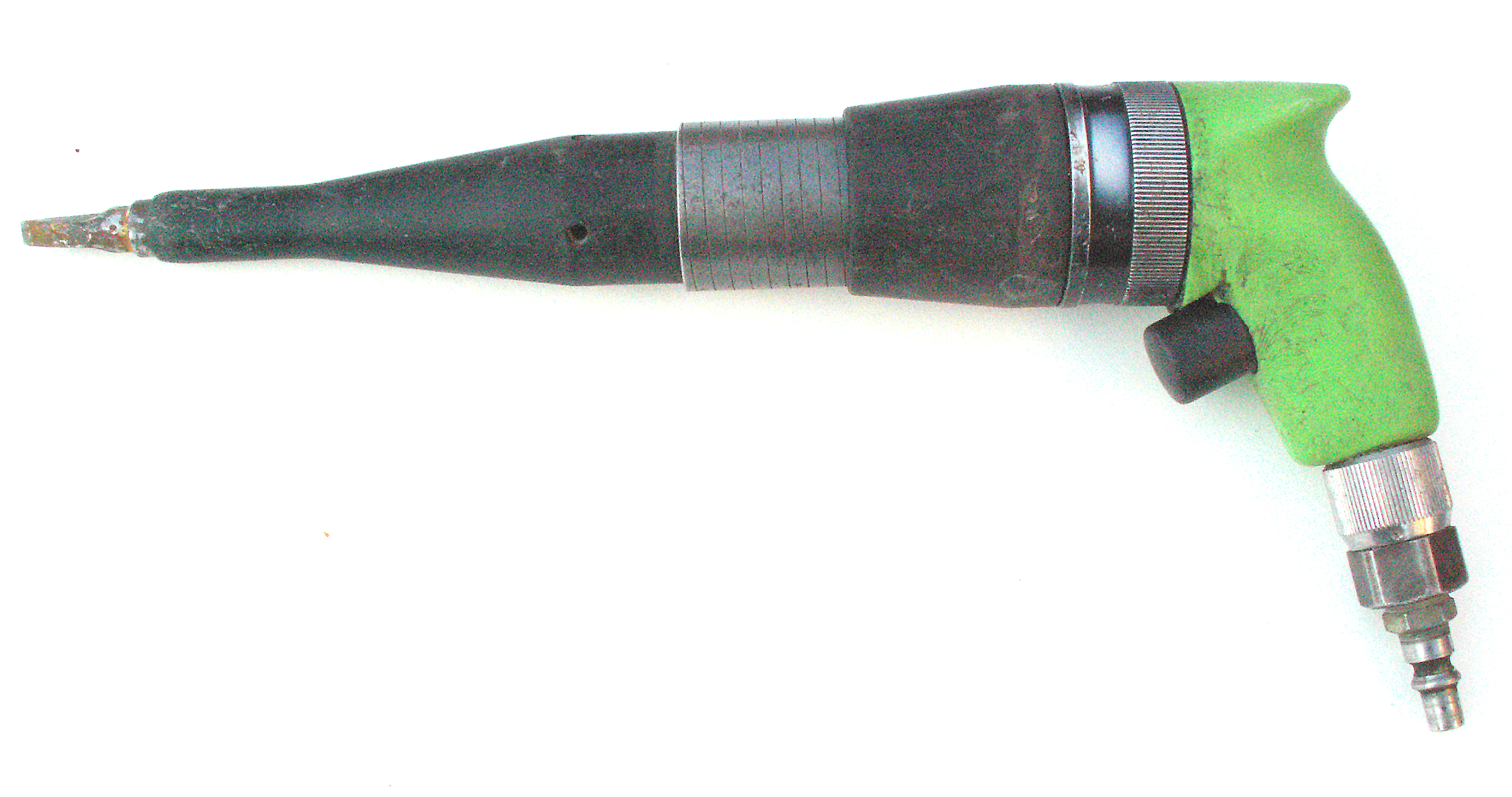
مطرقة هوائية ألمانية الصنع على شكل مسدس

مطرقة هوائية، (بالإنجليزية: Air hammer)‏، هي أداة يد المستخدمة لنحت في الحجر، و كسر أو قطع أجسام معدنية على حدة. وهي مصممة لقبول أدوات مختلفة اعتمادا على الوظيفة المطلوبة ، كما أنها مصممة لتكون متناسبة مع من يقوم بإستعمالها كجزء من اعمالة اليومية

## معرض صور

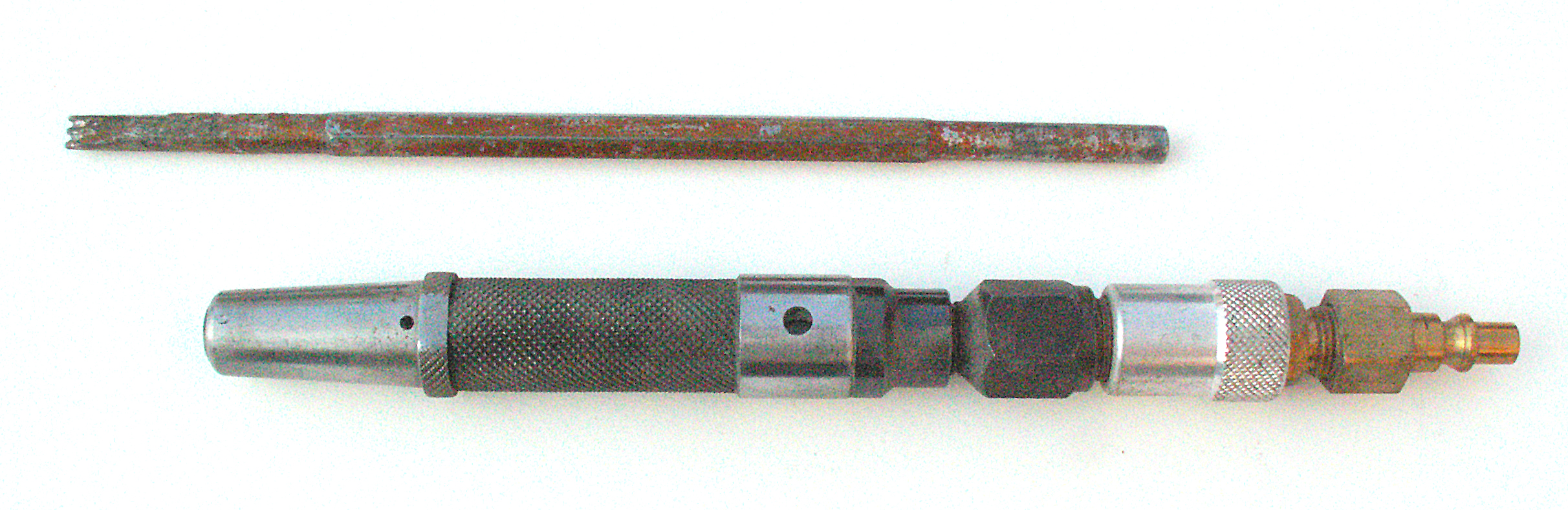
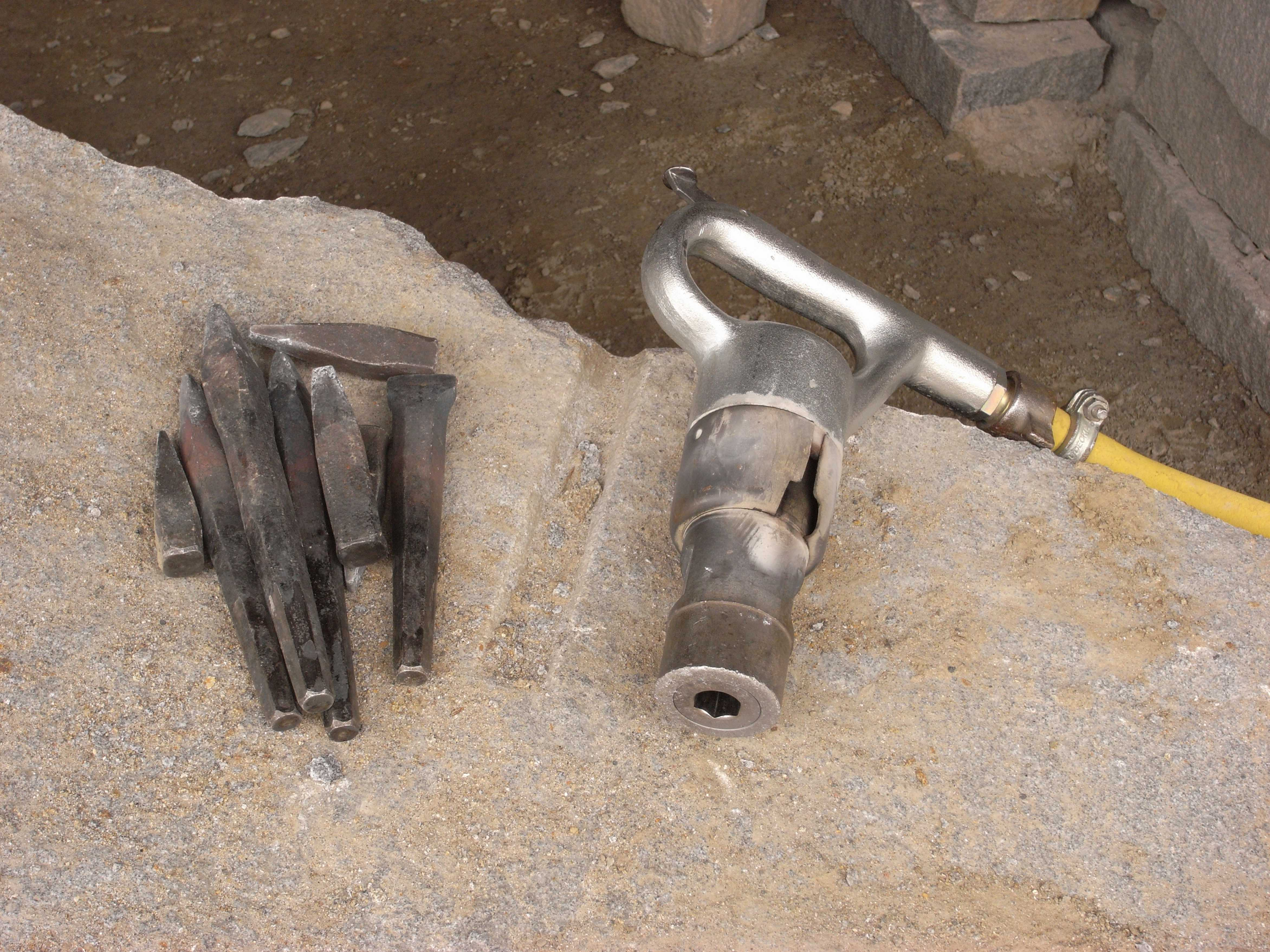
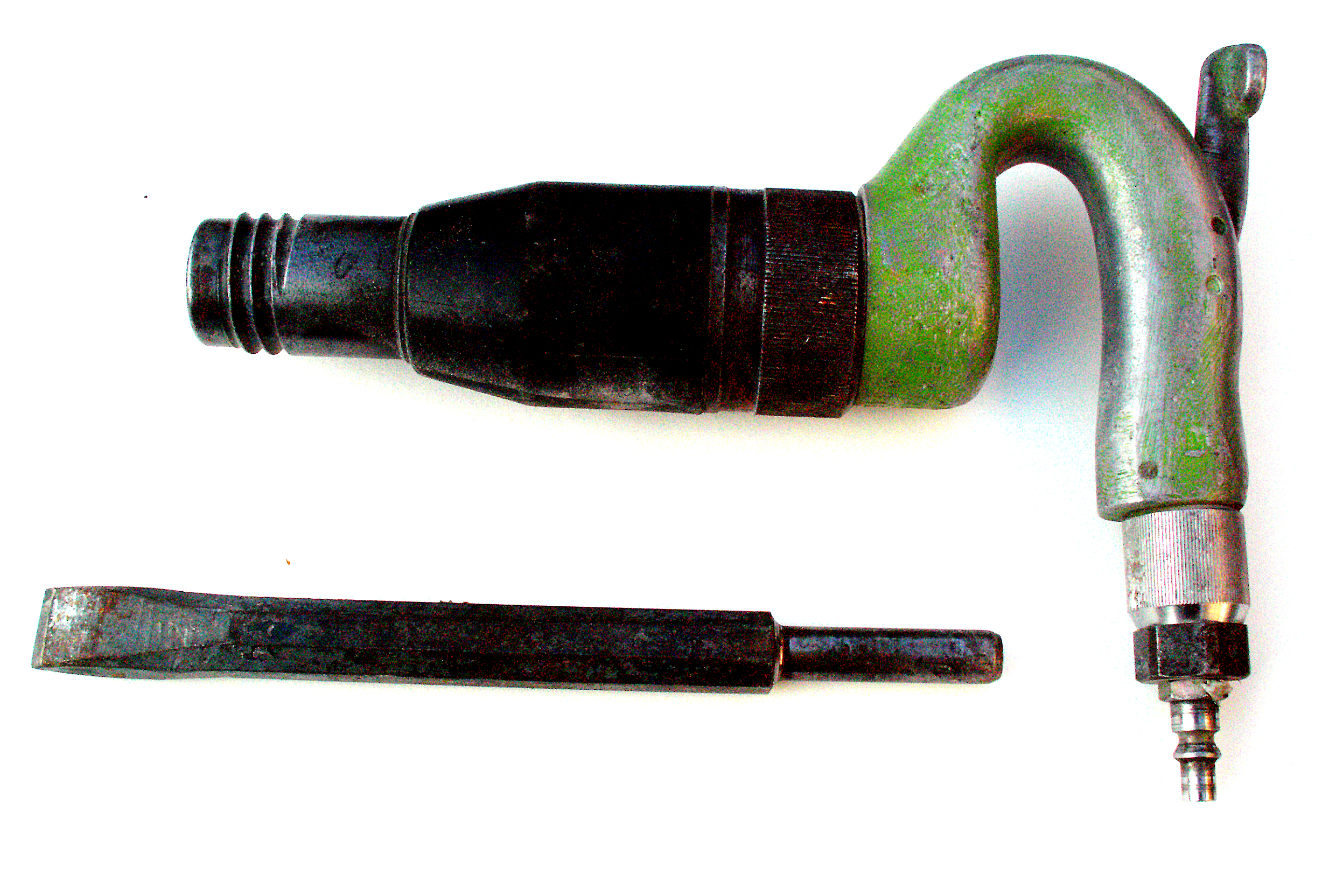